# Regulamin Radiokomunikacyjny
Regulamin Radiokomunikacyjny (ang. ITU Radio Regulations) – jeden z dwóch Regulaminów Administracyjnych ITU (drugi to Międzynarodowy Regulamin Telekomunikacyjny), stanowiących dodatkowe uzupełnienie Konstytucji i Konwencji ITU.
Artykuł 54 Konstytucji ITU stanowi:
1. Regulaminy Administracyjne są obowiązującymi dokumentami międzynarodowymi i powinny być zgodne z postanowieniami Konstytucji i Konwencji.
2. Ratyfikacja, przyjęcie lub zatwierdzenie niniejszej Konstytucji i Konwencji lub przystąpienie do tych dokumentów, (...) jest równoznaczne z wyrażeniem zgody na przestrzeganie Regulaminów Administracyjnych przyjętych przez kompetentne światowe konferencje.
Zatem z mocy prawa Regulamin Radiokomunikacyjny ITU ma moc obowiązującą w Rzeczypospolitej Polskiej.

## Struktura
Obowiązująca obecnie wersja Regulaminu Radiokomunikacyjnego (edycja 2016) ma następującą strukturę:
- Tom 1 – Artykuły
  - ROZDZIAŁ I – Terminologia i parametry techniczne
  - ROZDZIAŁ II – Częstotliwości
  - ROZDZIAŁ III – Koordynacja, notyfikacja i wpis przydziałów częstotliwości oraz modyfikacje Planu
  - ROZDZIAŁ IV – Zakłócenia
  - ROZDZIAŁ V – Postanowienia administracyjne
  - ROZDZIAŁ VI – Postanowienia dotyczące służb i stacji
  - ROZDZIAŁ VII – Łączność alarmowa i bezpieczeństwa
  - ROZDZIAŁ VIII – Służby lotnicze
  - ROZDZIAŁ IX – Służby morskie
  - ROZDZIAŁ X – Postanowienia dla wejścia w życie Regulaminu Radiokomunikacyjnego
- Tom 2 – Załączniki
- Tom 3 – Uchwały i zalecenia
- Tom 4 – Zalecenia ITU-R dodane przez odniesienie